# Norman Braun (Soziologe)
Norman Braun (* 14. September 1959 in Neustadt an der Waldnaab; † 9. Juli 2013 in München) war ein deutscher Soziologe. Er war zuletzt Professor für Soziologie an der Ludwig-Maximilians-Universität München (LMU) und hatte dort einen Konkordatslehrstuhl inne.

## Leben
Von 1982 bis 1988 studierte Braun an der  Wirtschafts- und Sozialwissenschaftlichen Fakultät der Friedrich-Alexander-Universität Erlangen-Nürnberg mit dem akademischen Abschluss Diplom-Sozialwirt. Von 1988 bis 1990 absolvierte er ein Graduiertenstudium am Department of Sociology der University of Chicago in den USA. 1992 wurde Braun am Department of Sociology und am Department of Economics der University of Chicago zum Ph.D. promoviert. 1999 wurde er an der Rechts- und  Wirtschaftswissenschaftlichen Fakultät der Universität Bern habilitiert.
Seit dem Wintersemester 2002/2003 war Braun Studiendekan der Sozialwissenschaftlichen Fakultät der LMU. Seine Lehr- und Forschungstätigkeit umfassen die Methodologie der Sozialwissenschaften, die Wirtschaftssoziologie, die Bildungssoziologie und die Organisationssoziologie. Gemeinsam mit Ulrich Beck und Armin Nassehi gab er die soziologische Fachzeitschrift Soziale Welt heraus.
Brauns Forschungsgebiete umfassten den Rational-Choice-Ansatz, den Netzwerkansatz, die Devianz sowie die allgemeine empirische Sozialforschung. Er starb in der Nacht vom 8. zum 9. Juli 2013 im Alter von 53 Jahren.

## Veröffentlichungen (Auswahl)
Monographien
- Norman Braun und Thomas Voss: Zur Aktualität von James Coleman. Einleitung in sein Werk. Wiesbaden, Springer VS 2013.
- Norman Braun, Marc Keuschnigg und Tobias Wolbring: Wirtschaftssoziologie I: Grundzüge.  München, Oldenbourg 2012.
- Norman Braun und Thomas Gautschi: Rational-Choice-Theorie. Weinheim/Basel, Beltz Juventa 2011.
- Norman Braun: Rationalität und Drogenproblematik. München, Oldenbourg 2002.
- Norman Braun: Socially Embedded Exchange. Frankfurt am Main u. a., Peter Lang 1998.

Herausgeberschaft
- Norman Braun und Nicole Saam (Hrsgg.): Handbuch Modellbildung und Simulation in den Sozialwissenschaften. Wiesbaden, Springer VS 2014.
- Norman Braun, Marc Keuschnigg und Tobias Wolbring (Hrsgg.): 2012 Wirtschaftssoziologie II: Anwendungen. München, Oldenbourg 2012.